# Сьюдад-Вальес (муниципалитет)
Сьюда́д-Ва́льес (исп. Ciudad Valles) — муниципалитет в Мексике, входит в штат Сан-Луис-Потоси. Население 156 859 человек.
Центр — город Сьюдад-Вальес.